# Stensjön (Näsby socken, Småland, 637184-144848)
Stensjön är en sjö i Vetlanda kommun i Småland och ingår i Emåns huvudavrinningsområde. Sjön är 6 meter djup, har en yta på 0,115 kvadratkilometer och befinner sig 197 meter över havet.

## Delavrinningsområde
Stensjön ingår i det delavrinningsområde (637087-144941) som SMHI kallar för Vid mätstation Steninge. Medelhöjden är 238 meter över havet och ytan är 8,79 kvadratkilometer. Det finns inga delavrinningsområden uppströms utan avrinningsområdet är högsta punkten. Stensjöbäcken som avvattnar avrinningsområdet har biflödesordning 3, vilket innebär att vattnet flödar genom totalt 3 vattendrag innan det når havet efter 176 kilometer. Delavrinningsområdet består mestadels av skog (65 %), öppen mark (11 %) och jordbruk (19 %). Avrinningsområdet har 0,33 kvadratkilometer vattenytor vilket ger det en sjöprocent på 3,7 %.